# Amerykańskie okręty podwodne typu K
Okręty podwodne typu K – amerykański typ okrętów podwodnych, stanowiących nieco powiększoną wersję wcześniejszych jednokadłubowych jednostek projektu stoczni Electric Boat. Okręty tego typu nękane były problemami maszynowni, co znacząco opóźniło ich wejście do służby. Mimo tych kłopotów, jednostki służące na zachodnim wybrzeżu Stanów Zjednoczonych docierały aż do Hawajów, zaś jednostki przydzielone do służby na Atlantyku podczas pierwszej wojny światowej operowały z Azorów. Wszystkie okręty tego typu zostały wycofane ze służby w 1923 roku, po czym pocięte na złom w roku 1931.